# Chipeșca, Șoldănești
Chipeșca este un sat din raionul Șoldănești, Republica Moldova.

## Istorie
Satul a fost atestat în 1569:
„Suret de pe ispisoc vechiu, pe sârbie, de la Bogdan voievod, domnul Țării Moldovei, scris de Ion Solomonescul, în Suceava, <1569 (7077) iunie 30 - august 12>.

Înștiințare facem prin această carte a noastră tuturor cui vor căuta asupra ci sau vor auzi-o cetindu-se pentru această adevărată Ciorec, fata lui Toader Fierăi giupăneasa a dumisale a lui Danciul postelnic, că am miluit-o pe dânsa cu adevărată milă a noastră, de i-am dat și i-am întărit ei de la noi, în pământul nostru al Moldovei, a ei drepte ocini și cumpărături a tatălui ei, a lui Toader Fierăi, ce îi li-au cumpărat el pe însuși banii săi, din direse ce au avut el dc la părintele domniei mele de la Alexandru vodă: un loc de pustietate de Botna...

Și iarăși i-am dat și i-am întărit una seliște supt Caragecul lui Mavrodin, pe Dobrușa, în ținutul Sorocei, anume Chipialca, la Fântâna Nițăi, între Dobrușa și între Răspopeni, ce ș-au cumpărat el de la Elisafta nepoată dumisale drept [lipsă] 360 zloți tătărăști, ...”

## Administrație și politică
Componența Consiliului local Chipeșca (9 consilieri), ales la 5 noiembrie 2023, este următoarea:
|  | Partid                                       | Consilieri | Componență | Componență | Componență | Componență |
|  | -------------------------------------------- | ---------- | ---------- | ---------- | ---------- | ---------- |
|  | Partidul Socialiștilor din Republica Moldova | 4          |            |            |            |            |
|  | Partidul Social Democrat European            | 3          |            |            |            |            |
|  | Partidul Acțiune și Solidaritate             | 2          |            |            |            |            |

## Personalități născute aici
- Timotei Marin (1897-1937), revoluționar comunist.